# Lonnie Mack

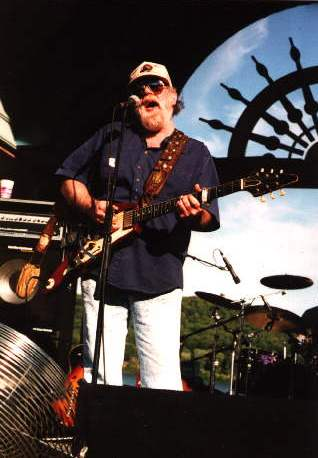
Lonnie Mack (2003)

Lonnie Mack, eigentlich Lonnie McIntosh, (* 18. Juli 1941 in Harrison, Dearborn County, Indiana; † 21. April 2016 in Smithville, Tennessee) war ein US-amerikanischer Gitarrist, Sänger und Songwriter. Seine Musik ist im Spannungsfeld zwischen Blues, Rock, Soul und Country angesiedelt. Sein Gitarrenspiel der frühen 1960er Jahre gilt als stilprägend für den späteren Bluesrock; es beeinflusste so bekannte Gitarristen wie Eric Clapton, Keith Richards, Jimmy Page und Stevie Ray Vaughan.

## Biografie
Geboren in der Nähe von Cincinnati, wuchs Lonnie McIntosh im ländlichen Indiana auf. Die musikalischen Einflüsse seiner Kindheit waren Country im Familienkreis, Gospel in der Kirche und Rhythm and Blues im Radio. Schon als Kind verdiente er sich ein Taschengeld mit seiner Gitarre.
Nach einem gewalttätigen Streit mit einem Lehrer flog er mit 13 von der Schule und begann, als Musiker im Dreiländereck Indiana-Kentucky-Ohio Geld zu verdienen. 1958 kaufte er sich die Gitarre, die er während seiner gesamten Karriere spielte: eine Gibson Flying V mit der Seriennummer „7“.
Neben seinen Liveauftritten arbeitete Lonnie Mack, wie er sich seit den späten 1950ern nannte, auch als Studiomusiker. Am 12. März 1963 nutzte er die verbliebene Studiozeit nach Abschluss einer Aufnahmesession für eine eigene Aufnahme: er improvisierte Memphis, Tennessee von Chuck Berry aus dem Jahr 1959. Das Plattenlabel Fraternity veröffentlichte das Stück als Memphis, und zur allgemeinen Überraschung stieg es bis auf Platz 5 der US-Pop-Charts.
Es folgten etliche Singles, darunter Wham!, Chickin’ Pickin’ und Balladen wie Where There’s a Will, die jedoch alle hinter dem Erfolg von Memphis zurückblieben. 1964 brachte Fraternity das Album The Wham of That Memphis Man! auf den Markt. Die in diesem Jahr einsetzende British Invasion verhinderte jedoch einen größeren Erfolg.
Mack arbeitete weiterhin als Studiomusiker und begleitete unter anderem Freddie King und James Brown. Nach einem Artikel im Rolling Stone 1968 bekam er einen Plattenvertrag bei Elektra Records, aus dem drei Alben resultierten (1969–1971), die sich musikalisch mehr in Richtung Soul und Country bewegten. 1970 begleitete er die Doors bei den Aufnahmen zu ihrem Album Morrison Hotel. Im Roadhouse Blues auf diesem Album hört man Jim Morrison rufen „Do it, Lonnie, do it!“.
Nach Ende des Elektra-Vertrages zog sich Mack in seine ländliche Heimat zurück. Er trat weiterhin auf und machte Aufnahmen mit anderen Musikern. 1975 wurde er in einem Streit von einem Polizisten angeschossen und musste ins Gefängnis. 1977 bekam er einen neuen Plattenvertrag bei Capitol Records, wo er zwei Country-orientierte Alben aufnahm (1977–1978).
1979 begann Mack mit Ed Labunski ein neues Projekt. Sie bauten ein Studio in Pennsylvania auf und produzierten das Album einer Band namens „South“. Allerdings starb Labunski bei einem Autounfall, bevor das Album veröffentlicht werden konnte. Ein weiterer Musiker, den die beiden als Produzenten betreuten, war der damals noch unbekannte Stevie Ray Vaughan. Nach Labunskis Tod arbeitete Mack in Kanada mit Ronnie Hawkins an dessen Album Legend in His Spare Time (1981).
In den frühen 1980er Jahren kehrte Lonnie Mack zum Bluesrock zurück. 1983 entstanden die Aufnahmen zu Live at Coco’s, die allerdings erst 1998 als offizielles Album erschienen. In Texas arbeitete Mack wieder mit Stevie Ray Vaughan zusammen, woraus das Album Strike Like Lightning entstand, das 1985 bei Alligator Records erschien. In der nachfolgenden Tour trat Mack neben Vaughan mit berühmten Kollegen wie Ry Cooder, Keith Richards, Ron Wood, Albert Collins und Roy Buchanan auf.
1986 kam das Nachfolgealbum Second Sight heraus. 1988 erschien bei Epic Records das Rockabilly-Album Roadhouses and Dance Halls. Wiederum bei Alligator veröffentlichte Mack 1990 das Livealbum Attack of the Killer V. Danach wurde es ruhiger um Lonnie Mack. Gelegentlich arbeitete er noch als Studiomusiker oder trat bei speziellen Konzerten auf.

## Diskografie

### Studioalben
| Jahr | Titel Musiklabel                              | Höchstplatzierung, Gesamtwochen, AuszeichnungChartsChartplatzierungen (Jahr, Titel, Musiklabel, Platzierungen, Wochen, Auszeichnungen, Anmerkungen) | Anmerkungen |
| Jahr | Titel Musiklabel                              | US | Anmerkungen |
| ---- | --------------------------------------------- | --- | --- |
| 1963 | The Wham of That Memphis Man! Fraternity 1014 | US103 (9 Wo.)US | Erstveröffentlichung: November 193 Produzent: Carl Edmondson                                                                |
| 1985 | Strike Like Lightning Alligator 4739          | US130 (21 Wo.)US | Erstveröffentlichung: Juni 1985 Produzenten: Lonnie Mack, Stevie Ray Vaughan, Mindy Giles Executive Producer: Bruce Iglauer |

Weitere Studioalben
- 1969: Glad I’m in the Band (Elektra 74040)
- 1969: Whatever’s Right (Elektra 74050)
- 1971: The Hills of Indiana (Elektra 74102)
- 1973: Duelling Banjos (mit Rusty York; Jewel)
- 1977: Home at Last (Capitol 11319)
- 1978: Lonnie Mack with Pismo (mit Pismo; Capitol 11703)
- 1980: South – First Edition (als Lonnie McIntosh; erst 1999 kommerziell veröffentlicht; Flying V ED-2)
- 1986: Second Sight (Alligator 4750)
- 1988: Roadhouses and Dance Halls (Epic 44075)

### Livealben
- 1990: Live! Attack of the Killer V (Aufnahme: Fitzgerald’s, Berwyn, 14. bis 16. Dezember 1989; Alligator 4786)
- 1998: Live at Coco’s (Aufnahme: 1983)

### Kompilationen
- 1976: The Memphis Sounds of Lonnie Mack (Trip 9522)
- 1992: Lonnie on the Move (Ace)
- 1999: Memphis Wham! (Ace 713; VÖ: 27. Juli)
- 2001: From Nashville to Memphis (Ace 807; VÖ: 29. Mai)
- 2004: Still on the Move: The Fraternity Years 1963–68 (Ace 847; VÖ: 27. Dezember)

### Singles
| Jahr | Titel Album                                      | Höchstplatzierung, Gesamtwochen, AuszeichnungChartplatzierungen (Jahr, Titel, Album, Platzierungen, Wochen, Auszeichnungen, Anmerkungen) | Höchstplatzierung, Gesamtwochen, AuszeichnungChartplatzierungen (Jahr, Titel, Album, Platzierungen, Wochen, Auszeichnungen, Anmerkungen) | Höchstplatzierung, Gesamtwochen, AuszeichnungChartplatzierungen (Jahr, Titel, Album, Platzierungen, Wochen, Auszeichnungen, Anmerkungen) | Anmerkungen |
| Jahr | Titel Album                                      | UK | US | R&B | Anmerkungen |
| ---- | ------------------------------------------------ | --- | --- | --- | --- |
| 1963 | Memphis The Wham of That Memphis Man!            | UK47 (3 Wo.)UK | US5 (13 Wo.)US | R&B4 (8 Wo.)R&B | Erstveröffentlichung: Mai 1963 in UK erst im April 1979 als Splitsingle-B-Seite platziert (UK-A-Seite: Chris Montez – Let’s Dance) Autor und Original: Chuck Berry, 1959 |
| 1963 | Wham! The Wham of That Memphis Man!              | — | US24 (9 Wo.)US | — | Erstveröffentlichung: August 1963 Autor: Lonnie Mack |
| 1963 | Baby, What’s Wrong The Wham of That Memphis Man! | — | US93 (1 Wo.)US | — | Erstveröffentlichung: November 1963 Autor und Original: Jimmy Reed, 1959                                                                                                 |
| 1965 | Honky Tonk ’65                                   | — | US78 (5 Wo.)US | — | Erstveröffentlichung: September 1965 Autoren: Bill Doggett, Shep Shepherd, Clifford Scott, Billy Butler Original: Bill Doggett, 1956                                     |

Weitere Singles
- 1964: Lonnie on the Move (VÖ: Februar)
- 1964: Sa-Ba-Hoola (VÖ: März)
- 1964: I’ve Had It (VÖ: April)
- 1964: Chickin’ Pickin’ (VÖ: Juli)
- 1964: Don’t Make My Baby Blue (VÖ: Dezember)
- 1965: Coastin’ (VÖ: März)
- 1965: Crying over You (Promo; VÖ: März)
- 1965: When I’m Alone
- 1966: Are You Guilty? (VÖ: Januar)
- 1966: There’s Snow on the Mountain (VÖ: August)
- 1966: Tension
- 1967: I Left My Heart in San Francisco
- 1967: Save Your Money
- 1968: Soul Express (VÖ: Februar)
- 1968: Down and Out (VÖ: April)
- 1968: Why (VÖ: August)
- 1969: Save Your Money (Reissue; VÖ: März)
- 1969: Gotta Be an Answer
- 1971: Lay It Down (VÖ: März)
- 1971: Rings (VÖ: Dezember)
- 1973: Hello Highway
- 1975: Rock n’ Roll Music (als The Lonnie Mack No Shuck and Jive Road Band from Friendship, Ind.)
- 1977: Running Wild
- 1982: Sexy Ways / Ridin’ the Blinds
- 1988: Too Rock for Country Too Country for Rock and Roll (VÖ: Juli)
- 1988: Hard Life
- 1988: Lonnie Mack Attack
- 1990: Stop

## Auszeichnungen
- Limitierte „Lonnie Mack Signature Edition“ der „Gibson Flying V“-Gitarre (1993)
- Lifetime Achievement „Cammy“ (1998 und 2002)
- Aufnahme in die Rockabilly Hall of Fame (2005)
- Aufnahme in die Southern Legend Entertainment & Performing Arts Hall of Fame (2006)